# Stávka ve Starém Trgu
Stávka v dole Stari Trg neadaleko Kosovské Mitrovice se konala 20. března 1989 a trvala osm dní. Na protest proti vývoji politické a společenské situace v Jugoslávii se 1 300 horníků rozhodlo nevyfárat ven ze šachty a zůstat v dole, dokud nebudou splněny jejich požadavky. Mezi ty patřil návrat původních politických představitelů, kteří byli v rámci protibyrokratické revoluce Slobodana Miloševiće původně odstraněni, což zvýšilo napětí již v dlouhou dobu krizí zmítaném Kosovu. Dále vyjádřili obavy s možným oklešením pravomocí daných ústavou z roku 1974, která zajišťovala Kosovu míru autonomie srovnatelnou s úrovní svazové republiky. O záležitosti informovaly obšírně všechny významnější jugoslávské deníky. Stávkující horníky navštívila celá řada politiků, aby s nimi vyjednávala, avšak marně[zdroj?]. Srbské vedení se rozhodlo situaci řešit silou a vyslat do Kosova vojsko. Slovinské politické vedení bylo událostí zneklidněno, ale stávkující podpořilo. 